# Толкаппиям
Толкаппиям (там. தொல்காப்பியம்) — трактат по грамматике тамильского языка, признанный одним из самых древних произведений тамильской литературы. Датировка трактата имеет разные версии с разбросом от начала до конца первого тысячелетия н. э. Определение авторства также неоднозначно. Этимология названия передаётся как «древняя литература».
Толкаппиям написан в стихотворной форме и состоит из трёх книг, каждая из которых делится на девять частей.

## Эжуттадикарам
Эжуттадикарам, элуттадикарам (там. எழுத்ததிகாரம்) содержит описание тамильской письменности и словообразования.
- Нул марабу (там. நூல் மரபு)
- Можи марабу (там. மொழி மரபு)
- Пираппиял (там. பிறப்பியல்)
- Пунариял (там. புணரியல்)
- Токаймарабу (там. தொகைமரபு)
- Урубиял (там. உருபியல்)
- Уйирмайангиял (там. உயிர்மயங்கியல்)
- Пуллимайангиал (там. புள்ளிமயங்கியல்)
- Кутриялукараппунариял (там. குற்றியலுகரப்புணரியல்)

## Солладикарам
Солладикарам (சொல்லதிகாரம்) содержит описание частей речи.
- Килавияккам
- Ветрумаййиял
- Ветрумаймайангиал
- Вилимарабу
- Пейариял
- Винаййиял
- Идаййиял
- Уриййиял
- Эччавиял

## Поруладикарам
- Поруладикарам (பொருளதிகாரம்) содержит разнообразные антропологические классификации.
- Акаттинаййиял
- Пураттинаййиял
- Калавиял
- Карпиял
- Порулиял
- Мейппаттиял
- Увамаййийаял
- Сэйюлиял
- Марабиял